# Nika Volek
Nika Volek, jouée par Holly Valance, est un personnage fictif du feuilleton télévisé Prison Break.

## Préambule
Native de République tchèque, Nika a de la famille à Kladno. Elle se marie avec Michael Scofield (Wentworth Miller) un jour avant qu'il ne soit arrêté pour le braquage de banque qui l'a finalement conduit à la prison de Fox River. Michael a organisé ce mariage blanc car il a besoin de l'aide de Nika pour son plan d'évasion tandis qu'il est à l'intérieur de la prison. En échange, Nika obtient une carte verte lui permettant de rester légalement aux États-Unis. Nika a rencontré Michael après qu'il a remboursé les trafiquants qui l'avaient emmenée clandestinement aux États-Unis. C'est l'occasion pour Nika de commencer une nouvelle vie.

## Saison 1
Nika apparaît la première fois lorsque Michael lui téléphone en utilisant un numéro tatoué sur son corps. Il lui dit alors « Remember when I said I might be calling you on Fibonacci... well, it's time. » (« Tu te souviens quand j'ai dit que je pourrais t'appeler pour Fibonacci?...Eh bien, il est l'heure. »). Cela fait référence au plan prévu pour que Philly Falzone soit arrêté par la police.
Dans l'épisode suivant, alors qu'il travaille avec les autres détenus dans la salle des gardiens, Michael est appelé pour une visite conjugale. Les autres membres de l'équipe sont surpris d'apprendre qu'il est marié alors que jusqu'à présent il n'y avait jamais fait allusion. Sucre surtout ne comprend pas que Michael lui ait caché cette information alors qu'il sait tout sur sa relation avec Maricruz.
Après avoir été fouillée par une gardienne, Nika peut rencontrer Michael dans une pièce en privé. Elle lui remet une carte de crédit (qui s'avèrera en fait être une clé électronique déguisée), puis elle s'en va. Avant qu'elle sorte du bâtiment, Michael prend affectueusement Nika dans ses bras pour la remercier et lui dire au revoir. Cette scène est aperçue par Sara Tancredi, ce qui va freiner la relation balbutiante entre elle et Michael.
Bellick soupçonne immédiatement Nika et a l'impression de l'avoir déjà vue. Il demande alors à Roy Geary d'obtenir une copie de leur certificat de mariage (par l'intermédiaire de l'épouse de Geary qui travaille au bureau d'enregistrement du Comté) et il apprend qu'ils se sont mariés seulement un jour avant que Michael ait commis le braquage. Finalement, Bellick se souvient de l'avoir vue danser dans un club de strip-tease qu'il fréquente. Il va à la rencontre de Nika et l'oblige à lui révéler ce que voulait Michael en la menaçant d'aller la dénoncer au service de l'immigration. Elle finit par lui avouer qu'elle a remis à Michael une carte de crédit, qu'évidemment Bellick ne pourra pas retrouver.
Quelque temps plus tard, Michael réclame l'aide de Nika pour une autre partie de son plan : obtenir la clé de l'infirmerie. Il demande à Nika d'organiser une rencontre avec Sara pour lui voler sa clé. Elle le fait à contrecœur. Nika fournit donc la clé à Michael pour qu'il en fasse une copie, mais Sara se rend compte de la supercherie et fait changer la serrure.

## Saison 2
Lorsque Lincoln reçoit une balle dans la cuisse, Michael sollicite à nouveau l'aide de Nika et se réfugie dans son appartement pour soigner son frère. Il lui promet, pour la remercier, de lui envoyer 10 000 dollars lorsqu'il sera en lieu sûr. Après que Michael ait récupéré sa voiture à la fourrière et qu'il l'ait faite exploser pour faire croire à sa mort ainsi qu'à celle de Lincoln, Nika vient lui apporter une nouvelle voiture. Elle ne se doute pas qu'elle a été suivie par Bellick et son acolyte Geary. 
Ceux-ci parviennent à les capturer et tentent de contraindre les deux frères à avouer où se trouve l'argent de Westmoreland. Nika va feindre de se rallier à Bellick en échange d'une partie de l'argent. Cette diversion permet à Lincoln de prendre le dessus et de neutraliser Bellick. Après avoir été attaché, Bellick se moque de Nika en lui faisant comprendre que Michael n'a pas de sentiments pour elle et qu'il ne fait que l'utiliser. Il apprend ainsi cruellement à Michael que Sara a tenté de se suicider par sa faute. Michael réagit violemment à cette nouvelle, ce qui n'échappe pas à Nika. Peu après, lorsqu'il téléphone à Sara pour s'excuser, Nika se cache pour écouter la conversation. Le visage qu'elle affiche lorsqu'elle entend Michael avouer ses sentiments pour Sara est révélateur : Nika est tombée amoureuse de lui.
Elle l'avoue elle-même lors de sa séparation avec les deux frères. Elle réussit à prendre le revolver de Lincoln et reproche à Michael de ne pas être amoureux d'elle et de l'avoir utilisée. Elle refuse d'entendre ses explications et explique aux deux frères qu'elle va les livrer à la police pour toucher légalement la récompense. Au moment où elle commence à composer le numéro, Lincoln lui montre le chargeur qu'il avait retiré du revolver. Décomposée, Nika comprend qu'elle a tout perdu. L'air déçu, Michael lui glisse un "Bonne chance" avant de partir.